# 斑鬚蝽
斑鬚蝽（学名：Dolycoris formosanus）为蝽科斑鬚蝽屬下的一个种。其种加词“formosanus”意为“台湾的”。